# Neoplocaederus cineraceus
Neoplocaederus cineraceus är en skalbaggsart som först beskrevs av Leon Fairmaire 1882.  Neoplocaederus cineraceus ingår i släktet Neoplocaederus och familjen långhorningar. Inga underarter finns listade i Catalogue of Life.